# Grasberg
Grasberg è un comune di 7.658 abitanti della Bassa Sassonia, in Germania.
Appartiene al circondario (Landkreis) di Osterholz (targa OHZ). La chiesa locale conserva un pregevole organo monumentale.